# Guangzhou Universiteitsstadion
Het Guangzhou Universiteitsstadion (Chinees: 广州大学城体育中心; Hanyu pinyin: Guǎngzhōu dàxuéchéng tǐyù zhōngxīn) is een multifunctioneel stadion in Guangzhou, een stad in China. Een stadion die hoort bij de Universiteit van de stad.
Het stadion wordt vooral gebruikt voor rugby- en voetbalwedstrijden, de rugbyclub Guangzhou Rams maakt gebruik van dit stadion. Ook voor de Aziatische Spelen van 2010 werd van dit stadion gebruik gemaakt. In het stadion is plaats voor 39.346 toeschouwers. 